# OB I. Bajnokság
OB I. Bajnokság (česky: OB I. mistrovství) byla nejvyšší profesionální hokejovou ligou v Maďarsku. Byla založena v roce 1936. Od roku 2013 je tato liga přebudována na mezinárodní Erste Ligu. Mistrem Maďarska se stává maďarský tým, který se v této mezinárodní soutěži umístí nejvýše.

## Mistři Maďarska (včetně nejvýše postaveného maďarského týmu v Erste Lize)
Zdroj: 
| Sezóna | Mistr                        |
| ------ | ---------------------------- |
| 1937   | Budapesti Korcsolyázó Egylet |
| 1938   | Budapesti Korcsolyázó Egylet |
| 1939   | Budapesti Korcsolyázó Egylet |
| 1940   | Budapesti Korcsolyázó Egylet |
| 1941   | Budapesti Budai Torna Egylet |
| 1942   | Budapesti Korcsolyázó Egylet |
| 1943   | Budapesti Budai Torna Egylet |
| 1944   | Budapesti Korcsolyázó Egylet |
| 1945   | není                         |
| 1946   | Budapesti Korcsolyázó Egylet |
| 1947   | Magyar Testgyakorlók Köre    |
| 1948   | Magyar Testgyakorlók Köre    |
| 1949   | Magyar Testgyakorlók Köre    |
| 1950   | Meteor Mallerd               |
| 1951   | Budapesti Kinizsi            |
| 1952   | Vörös Meteor                 |
| 1953   | Budapesti Postás             |
| 1954   | Budapesti Postás             |
| 1955   | Budapesti Postás             |
| 1956   | Budapesti Postás             |
| 1957   | Budapesti Vörös Meteor       |
| 1958   | Újpesti Dózsa                |
| 1959   | Budapesti Vörös Meteor       |
| 1960   | Újpesti Dózsa                |
| 1961   | Ferencvárosi Torna Club      |
| 1962   | Ferencvárosi Torna Club      |
| 1963   | Budapesti Vörös Meteor       |
| 1964   | Ferencvárosi Torna Club      |
| 1965   | Újpesti Dózsa                |
| 1966   | Újpesti Dózsa                |
| 1967   | Ferencvárosi Torna Club      |
| 1968   | Újpesti Dózsa                |
| 1969   | Újpesti Dózsa                |
| 1970   | Újpesti Dózsa                |
| 1971   | Ferencvárosi Torna Club      |
| 1972   | Ferencvárosi Torna Club      |
| 1973   | Ferencvárosi Torna Club      |
| 1974   | Ferencvárosi Torna Club      |
| 1975   | Ferencvárosi Torna Club      |
| 1976   | Ferencvárosi Torna Club      |
| 1977   | Ferencvárosi Torna Club      |
| 1978   | Ferencvárosi Torna Club      |
| 1979   | Ferencvárosi Torna Club      |
| 1980   | Ferencvárosi Torna Club      |
| 1981   | Székesfehérvári Volán        |
| 1982   | Újpesti Dózsa                |
| 1983   | Újpesti Dózsa                |
| 1984   | Ferencvárosi Torna Club      |
| 1985   | Újpesti Dózsa                |
| 1986   | Újpesti Dózsa                |
| 1987   | Újpesti Dózsa                |
| 1988   | Újpesti Dózsa                |
| 1989   | Ferencvárosi Torna Club      |
| 1990   | Lehel HC                     |
| 1991   | Ferencvárosi Torna Club      |
| 1992   | Ferencvárosi Torna Club      |
| 1993   | Ferencvárosi Torna Club      |
| 1994   | Ferencvárosi Torna Club      |
| 1995   | Ferencvárosi Torna Club      |
| 1996   | Dunaferr SE                  |
| 1997   | Ferencvárosi Torna Club      |
| 1998   | Dunaferr SE                  |
| 1999   | Alba Volán Székesfehérvár    |
| 2000   | Dunaferr SE                  |
| 2001   | Alba Volán Székesfehérvár    |
| 2002   | Dunaferr SE                  |
| 2003   | Alba Volán Székesfehérvár    |
| 2004   | Alba Volán Székesfehérvár    |
| 2005   | Alba Volán Székesfehérvár    |
| 2006   | Alba Volán Székesfehérvár    |
| 2007   | Alba Volán Székesfehérvár    |
| 2008   | Alba Volán Székesfehérvár    |
| 2009   | Alba Volán Székesfehérvár    |
| 2010   | Alba Volán Székesfehérvár    |
| 2011   | Alba Volán Székesfehérvár    |
| 2012   | Alba Volán Székesfehérvár    |
| 2013   | Dunaújvárosi Acélbikák       |
| 2014   | Dunaújvárosi Acélbikák       |
| 2015   | DVTK Jegesmedvék             |
| 2016   | DVTK Jegesmedvék             |
| 2017   | DVTK Jegesmedvék             |
| 2018   | MAC Budapest                 |
| 2019   | Ferencvárosi Torna Club      |

## Přehled celkových mistrů Maďarska
Zdroj: 
| Klub                         | Tituly | Vítězné ročníky |
| ---------------------------- | ------ | --- |
| Ferencvárosi TC              | 26     | 1951, 1955, 1956, 1961, 1962, 1964, 1967, 1971, 1972, 1973, 1974, 1975, 1976, 1977, 1978, 1979, 1980, 1984, 1989, 1991, 1992, 1993, 1994, 1995, 1997, 2019 |
| Újpesti TE                   | 13     | 1958, 1960, 1965, 1966, 1968, 1969, 1970, 1982, 1983, 1985, 1986, 1987, 1988                                                                               |
| Alba Volán Székesfehérvár    | 13     | 1981, 1999, 2001, 2003, 2004, 2005, 2006, 2007, 2008, 2009, 2010, 2011, 2012                                                                               |
| Budapesti Korcsolyázó Egylet | 7      | 1937, 1938, 1939, 1940, 1942, 1944, 1946 |
| Dunaújvárosi Acélbikák       | 6      | 1996, 1998, 2000, 2002, 2013, 2014 |
| Vörös Meteor Budapest        | 5      | 1950, 1952, 1957, 1959, 1963 |
| MTK Budapešť                 | 3      | 1947, 1948, 1949 |
| DVTK Jegesmedvék             | 3      | 2015, 2016, 2017 |
| Budapesti Budai Torna Egylet | 2      | 1941, 1943 |
| Postás SE Budapest           | 2      | 1953, 1954 |
| Jászberényi Lehel SE         | 1      | 1990 |
| MAC Budapest                 | 1      | 2018 |